# Pajamäki
Pajamäki (suédois : Smedjebacka) est une section du  quartier de Pitäjänmäki à Helsinki, la capitale de la Finlande.

## Description
Pajamäki a une superficie de 0,27 km2, sa population s'élève à 1 868 habitants(31.12.2018) et il offre 67 emplois (31.12.2017).
Pajamäki est situé dans l'ouest d'Helsinki, juste à côté de la frontière d'Espoo. 
Une forêt le sépare du parc d'affaires de Pitäjänmäki.
Pajamäki est à côté de la zone de parcs de Tali. 
Le quartier est constitué principalement d’immeubles résidentiels construits depuis les années 1950.

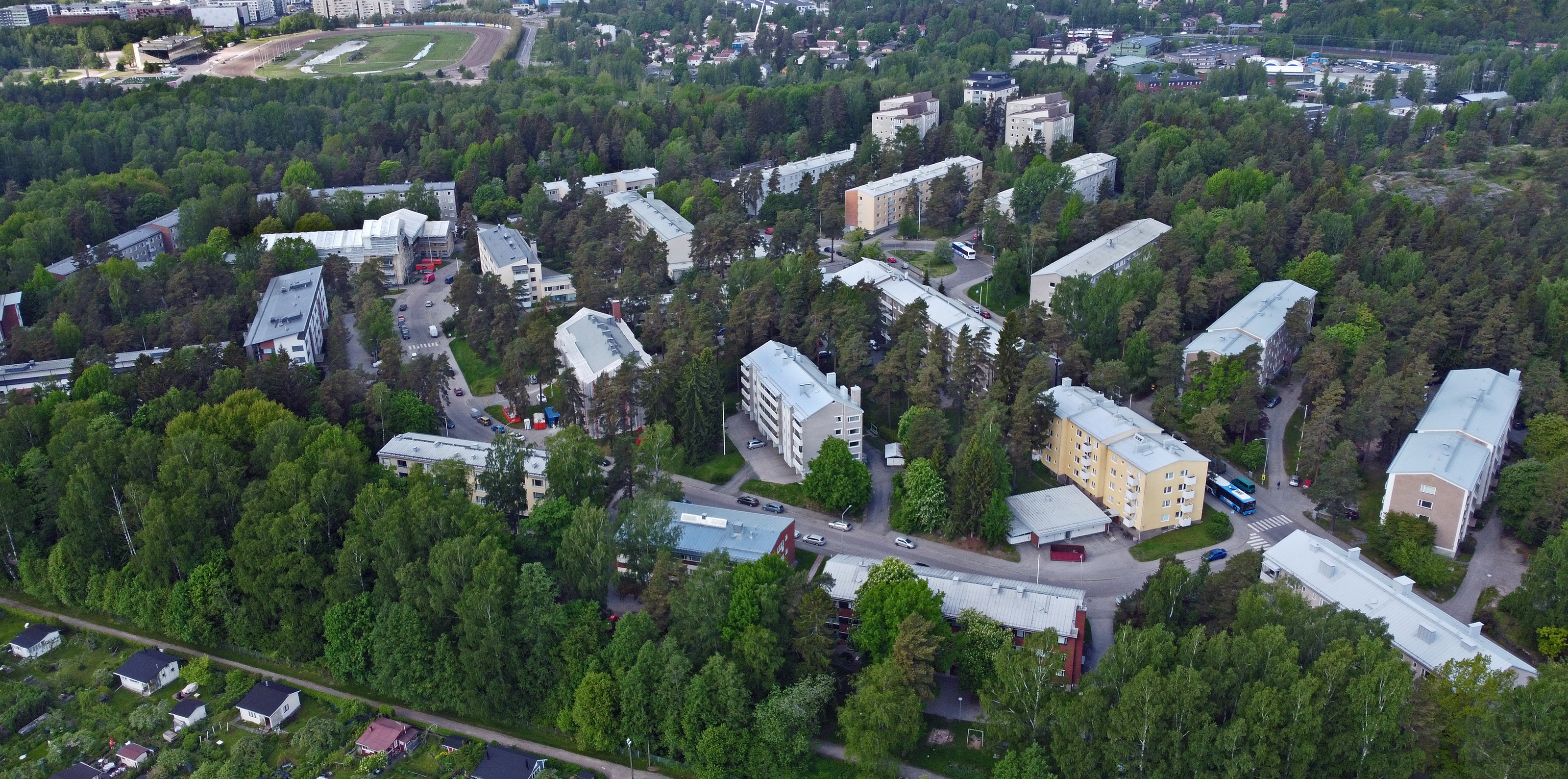
Vue aérienne de Pajamäki en 2021.